# Михаэль, Макс
Макс Михаэль (нем. Max Michael; настоящее имя и фамилия — Исаак Майер; 23 мая 1823 года, Гамбург — 24 мая 1891 года, Берлин, Германская империя) — немецкий художник-жанрист.

## Биография
Родился в Гамбурге в еврейской семье. С 1841 года учился в Высшей школе изобразительных искусств в Дрездене, а в 1846 году уехал в Париж, где стал учеником Анри Лемана и Тома Кутюра. В начале 1850-х годов переехал в Италию и жил в Риме, с небольшими перерывами, до 1870 года.
Михаэль писал почти исключительно жанровые картины из итальянской народной и монашеской жизни. Он предпочитал изображать жизнь простых людей. Его работы изначально имели большие недостатки, но постепенно становились более серьёзными и твёрдыми в рисовании и моделировании, хотя сохранили схематичную колористическую манеру и тусклый, размытый колорит, который он принял во Франции.

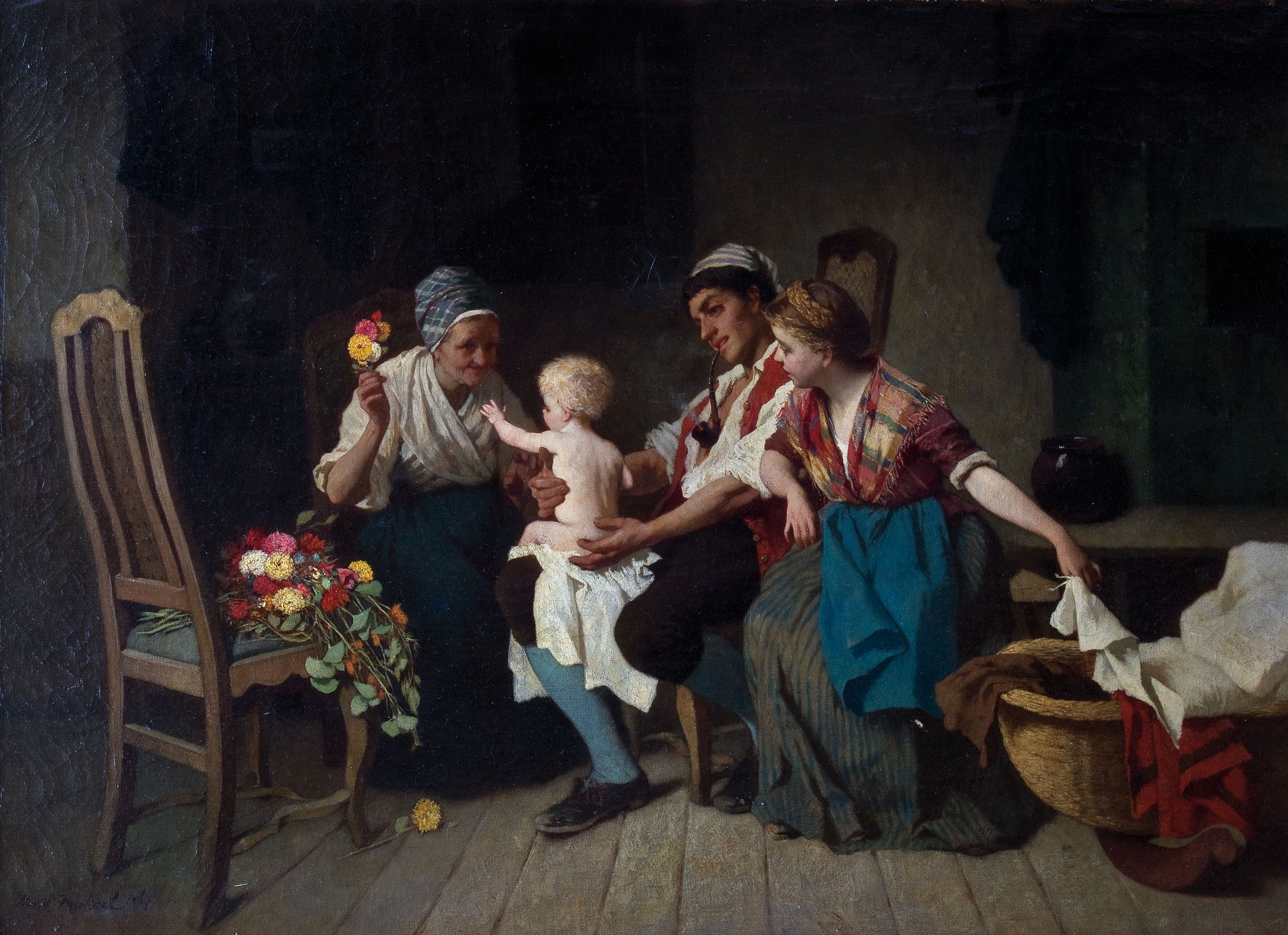
Родительство (1864)

В 1875 году Михаэль стал членом Прусской Академии художеств в Берлине. Одним из его учеников был берлинский портретист и пейзажист Феликс Борхардт, который в 1927 году увековечил его портретным рисунком своей автобиографии. Ещё одним его учеником был берлинский художник жанра и пейзажист Курт Агте (1862—1943).
Умер 24 мая 1891 года в Берлине и был похоронен на еврейском кладбище на Шёнхаузер-аллее.